# Prača (město)
Prača (srbsky Прача) nebo též Pale-Prača (srbsky Пале-Прача) je město a správní středisko opčiny Pale-Prača v Bosně a Hercegovině v Bosensko-podrinském kantonu Goražde. Nachází se asi 20 km jihovýchodně od Pale, 37 km severozápadně od Goražde a asi 69 km jihovýchodně od Sarajeva. V roce 2013 žilo v Prači 341 obyvatel, v celé opčině Pale-Prača pak 1 043 obyvatel, Prača je tak jedno z nejmenších bosenských měst.
Součástí opčiny je celkem 12 trvale obydlených vesnic.
- Brdarići 21
- Brojnići 46
- Bulozi 5
- Čeljadinići 54
- Čemernica 40
- Datelji 121
- Komrani 30
- Prača 341
- Renovica 51
- Šainovići 135
- Turkovići 185
- Vražalice 13

Nacházejí se zde též zaniklé vesnice Donja Vinča, Kamenica a Srednje.
Městem prochází stejnojmenná řeka Prača.